# WTA Indianapolis II
Das WTA-Turnier von Indianapolis II (offiziell: U.S. Clay Courts) war ein Damen-Tennisturnier der WTA Tour, das in der Stadt Indianapolis ausgetragen wurde.

## Siegerliste

### Einzel
| Jahr | Siegerin         | Finalgegnerin     | Ergebnis      |
| ---- | ---------------- | ----------------- | ------------- |
| 1971 | Billie Jean King | Linda Tuero       | 6:4, 7:5      |
| 1972 | Chris Evert      | Evonne Goolagong  | 7:6, 6:1      |
| 1973 | Chris Evert      | Veronica Burton   | 6:4, 6:3      |
| 1974 | Chris Evert      | Gail Sherriff     | 6:0, 6:0      |
| 1975 | Chris Evert      | Dianne Fromholtz  | 6:3, 6:4      |
| 1976 | Kathy May        | Brigitte Cuypers  | 6:4, 4:6, 6:2 |
| 1977 | Laura duPont     | Nancy Richey      | 6:4, 6:3      |
| 1978 | Dana Gilbert     | Viviana Gonzalez  | 6:2, 6:3      |
| 1979 | Chris Evert      | Evonne Goolagong  | 6:4, 6:3      |
| 1980 | Chris Evert      | Andrea Jaeger     | 6:4, 6:3      |
| 1981 | Andrea Jaeger    | Virginia Ruzici   | 6:1, 6:0      |
| 1982 | Virginia Ruzici  | Helena Suková     | 6:2, 6:0      |
| 1983 | Andrea Temesvári | Zina Garrison     | 6:2, 6:2      |
| 1984 | Manuela Maleewa  | Lisa Bonder       | 6:4, 6:3      |
| 1985 | Andrea Temesvári | Zina Garrison     | 7:6, 6:3      |
| 1986 | Steffi Graf      | Gabriela Sabatini | 2:6, 7:6, 6:4 |

### Doppel
| Jahr | Siegerinnen                               | Finalgegnerinnen                          | Ergebnis      |
| ---- | ----------------------------------------- | ----------------------------------------- | ------------- |
| 1971 | Judy Tegart Billie Jean King              | Julie Heldman Linda Tuero                 | 6:1, 6:2      |
| 1972 | Evonne Goolagong Lesley Hunt              | Margaret Smith Court Pam Teeguarden       | 6:2, 6:1      |
| 1973 | Patti Hogan Sharon Walsh                  | Fiorella Bonicelli María-Isabel Fernández | 6:4, 6:4      |
| 1974 | Gail Sherriff Julie Heldman               | Chris Evert Jeanne Evert                  | 6:3, 6:1      |
| 1975 | Fiorella Bonicelli María-Isabel Fernández | GAil Sherriff Julie Heldman               | 3:6, 7:5, 6:3 |
| 1976 | Linky Boshoff Ilana Kloss                 | Laura duPont Wendy Turnbull               | 6:2, 6:3      |
| 1977 | Linky Boshoff Ilana Kloss                 | Mary Carillio Wendy Overton               | 5:7, 7:5, 6:3 |
| 1978 | Helen Anliot Helle Sparre-Viragh          | Barbara Hallquist Sheila McInerney        | 6:3, 6:1      |
| 1979 | Kathy Jordan Anne Smith                   | Penny Johnson Paula Smith                 | 6:1, 6:0      |
| 1980 | Anne Smith Paula Smith                    | Virginia Ruzici Renáta Tomanová           | 4:6, 6:3, 6:4 |
| 1981 | Joanne Russell Virginia Ruzici            | Sue Barker Paula Smith                    | 6:2, 6:2      |
| 1982 | Ivanna Madruga Catherine Tanvier          | Joanne Russell Virginia Ruzici            | 7:5, 7:6      |
| 1983 | Kathleen Horvath Virginia Ruzici          | Gigi Fernández Beth Herr                  | 4:6, 7:6, 6:2 |
| 1984 | Beverly Mould Paula Smith                 | Elise Burgin Joanne Russell               | 6:2, 7:5      |
| 1985 | Katerina Maleewa Manuela Maleewa          | Penny Barg Paula Smith                    | 3:6, 6:3, 6:4 |
| 1986 | Steffi Graf Gabriela Sabatini             | Gigi Fernández Robin White                | 6:2, 6:0      |